# Renaud Lacelle-Bourdon
Renaud Lacelle-Bourdon est un acteur québécois, qui incarne le personnage Pascal Létourneau dans le premier téléroman franco-ontarien FranCœur.

## Biographie
Renaud Lacelle-Bourdon est diplômé du Conservatoire d'art dramatique de Montréal, promotion 2001.

## Filmographie

### Cinéma
- Frère de sang : Sammy
- Saints-Martyrs-des-Damnés

### Télévision
- 2005 : Miss Météo
- 2003 : FranCœur : Pascal Létourneau
- Queue de poisson
- 2007 : Pointe-aux-chimères : ???

## Théâtre
- L'Oiseau vert : la Roulotte
- Les Femmes de Bonhumeur
- La Fête sauvage
- L'Hypocrite
- Motel Hélène : François
- Mephisto : Sébastien Bruckner
- Le grand cahier
- Le miel est plus doux que le sang : Federico Garcìa Lorca
- Logique du pire
- Prouesses et épouvantables digestions du redouté Pantagruel